# Mu Persei
Désignations
Mu Persei (μ Persei / μ Per) est une étoile triple de la constellation boréale de Persée. Elle est visible à l'œil nu avec une magnitude apparente combinée de 4,16.

## Environnement stellaire
D'après la parallaxe annuelle mesurée par le satellite Hipparcos, le système est distant d'environ ∼ 900 a.l. (∼ 276 pc) de la Terre. Il s'éloigne du Système solaire à une vitesse radiale héliocentrique de +26 km/s.
Mu Persei était au plus proche du Soleil il y a 5,6 millions d'années. Le système était alors distant de ∼ 600 a.l. (∼ 184 pc) et s'était illuminé jusqu'à atteindre la magnitude 3,25.

## Propriétés
Mu Persei est un système stellaire triple. Il comprend d'abord une binaire spectroscopique, désignée Mu Persei A et dont les deux étoiles bouclent une orbite avec une période de 284 jours et selon une excentricité d'environ 0,06. Sa composante primaire est une supergéante jaune de type spectral G0Ib. Avec une température de surface d'environ 5 400 kelvins et un rayon 53 fois plus grand que celui du Soleil, elle est environ 2 300 fois plus lumineuse que le Soleil. Son compagnon est une étoile de type B de classe spectrale B9,5.
Le troisième et dernier membre du système, désigné Mu Persei B, est une étoile de douzième magnitude localisée à 14,8 secondes d'arc de Mu Persei A.
Mu Persei est une possible étoile variable, avec une variation de magnitude observée entre 4,11 et 4,20. Selon le catalogue d'étoiles doubles de Washington, le système est une binaire à éclipses de type Beta Lyrae.

## Dans la culture
En astronomie chinoise, Mu Persei fait partie de l'astérisme Tianchuan, qui représente un bateau, et qui comprend également α Persei, γ Persei, δ Persei, η Persei, ψ Persei, 48 Persei et HD 27084.